# رنه کرول
رنه کِرِول (فرانسوی: René Crevel‎؛ ۱۰ اوت ۱۹۰۰ – ۱۸ ژوئن ۱۹۳۵) شاعر و نویسنده جنبش هنری فراواقع‌گرایی اهل فرانسه بود.

## زندگی‌نامه
کِرِول در پاریس، در خانواده‌ای از طبقه بورژوازی پاریسی متولد شد. او یک تربیت مذهبی آسیب‌زا و ناگوار داشت. در سن چهارده سالگی، پدرش با حلق آویز کردن خود از طناب، خودکشی کرد.
کِرِول ادبیات و حقوق را در دانشگاه پاریس مطالعه کرد. در اوایل ۱۹۲۳ با تریستان تزارا آشنا شد و به جنبش دادائیسم پیوست (کِرِول در ژوئیه ۱۹۲۳، در نمایشنامه‌ی لو کور آ بارب ("قلبِ ریش‌دار") به کارگردانی تزارا،  نقش آی ("چشم") را ایفا ‌می‌کرد). سپس به آندره برتون و سوررئالیست‌ها نزدیک‌تر شد. در زمستان ۱۹۲۳/۱۹۲۴، رابطه‌ی عاشقانه‌ای بین کِرِول و هنرمند آمریکایی یوجین مک‌کاون آغاز شد. از طریق مک‌کاون، کِرِول با جماعت کولی‌منش‌ها هم‌نشین و هم‌صحبت شد و با نانسی کونارد، فرانسیس اسکات فیتزجرالد، کارس و هری کرازبی آشنا شد.
از سال ۱۹۲۴، کِرِول رمان‌هایی همچون Détours ("انحرافات") و Mon Corps et moi ("بدن من و من") نوشت که در آن‌ها به طور گسترده‌ای به ترس‌ها، دل‌شوره‌ها و احساسات ناخوشایند خودش اشاره می‌کند. در سال ۱۹۲۶ رمانی با عنوان La Mort difficile ("مرگ دشوار") منتشر شد که در آن کِرِول داستان معشوقه‌اش، مک‌کاون را در نقش "آرتور براگل" به تصویر می‌کشد. انتشار این رمان، منجر به پایان رابطه‌ی عاشقانه‌ی آن‌ها شد، اگرچه کِرِول تا آخر عمر نزدیک مک‌کاون ماند.
همچنین در سال ۱۹۲۴، او مبتلا به سل شد که باعث شد به طور مکرر، مجبور به ترک پاریس (اکثراً به مقصد سوئیس) برای رفتن به ساناتوریوم‌ها (آسایشگاه‌های بیماری‌های خاص) شود. تبعید لئون تروتسکی در سال ۱۹۲۹ او را متقاعد کرد که دوباره به سوررئالیست‌ها بپیوندد. او در حالی که وفاداری خود را به آندره برتون حفظ می‌کرد، برای نزدیک‌تر شدن کمونیست‌ها و سوررئالیست‌ها نیز تلاش می‌کرد. در سال ۱۹۲۸، در طول اقامت کوتاهش در برلین، دختر کارل اشترنهایم، دوروتیا را ملاقات کرد و عاشق او شد.
بسیاری از آثار کِرِول به مشارکت‌هایش به عنوان یک کمونیست و به آشفتگی‌های درونی‌اش برای دو‌جنس‌گرا شدن اختصاص دارد.
کِرِول در شب ۱۸ ژوئن ۱۹۳۵، با روشن گذاشتن گاز آشپزخانه، خودکشی کرد؛ دقیقا به همان روشی که در کتاب اولین منتشر شده‌اش توصیف کرده بود، چند هفته قبل از سی و پنجمین تولدش.
حداقل دو دلیل مستقیم برای این اقدام، متصور است:
1. در اولین برگزاری "کنگره جهانی نویسندگان - برای دفاع از فرهنگ" که در ژوئن ۱۹۳۵ در پاریس آغاز شد، اختلافی بین آندره برتون و ایلیا ارنبورگ وجود داشت. برتون، که مانند تمام سوررئالیست‌های هم‌راهش، از توهین‌های ارنبورگ در یکی از رساله‌های او (که در آن ادعا کرده بود که سوررئالیست‌ها شاهدباز هستند) آزرده شده بود، در یک خیابان، چندین مرتبه ارنبورگ را با سیلی کتک زد، که منجر به اخراج سوررئالیست‌ها از کنگره شد. کِرِول، که بنا به گفته‌ی سالوادور دالی "تنها کمونیست جدی در میان سوررئالیست‌ها" بود، یک روز کامل سعی کرد دیگر نمایندگان را متقاعد کند که اجازه دهند سوررئالیست‌ها به کنگره باز‌گردند، اما موفق نشد و ساعت ۱۱ شب از کنگره خسته و بی‌حوصله خارج شد.
2. گزارش شده است که کِرِول پس از خروج از کنگره متوجه شد که از سل کلیوی رنج می‌برد. او یک یادداشت خودکشی به جا گذاشت که در آن نوشته شده بود:

لطفاً بدنم را بسوزانید. با نفرت و بیزاری ...
وقتی برتون در اولین شماره مجله لا روولوسیون سوررئالیست ("انقلاب سورئالیستی") در سال ۱۹۲۵ پرسشی با عنوان "خودکشی: یک راه حل است؟" مطرح کرد، کِرِول از جمله‌ی کسانی بود که "بله" پاسخ داد. او نوشت: "احتمالاً مطمئن‌ترین و نهایی‌ترین راه‌حل است."